# Justizvollzugsanstalt Augsburg
Die Justizvollzugsanstalt Augsburg war eine Strafanstalt des Freistaates Bayern in Augsburg und diente dem Vollzug der Untersuchungshaft sowie der Freiheitsstrafe an Männern und dem Jugendarrest. Sie bestand aus der Anstalt I (Karmelitengasse 12) im Stadtbezirk Bleich und Pfärrle, der Anstalt II (Hochfeldstraße 28 1/3) sowie der Jugendarrestanstalt (Hochfeldstraße 28 1/5) im Stadtbezirk Hochfeld. Insgesamt besaß sie eine Belegungsfähigkeit von etwa 270 Haftplätzen.
Mit der Eröffnung der beim Flugplatz Gersthofen-Gablingen neu gebauten Justizvollzugsanstalt Augsburg-Gablingen im Jahre 2015 wurden in der Folge alle Häftlinge verlegt und die Justizvollzugsanstalt Augsburg bis 2016 geschlossen.

## Geschichte
Das Gebäude der Teilanstalt I in der Karmelitengasse war ursprünglich der städtische Kornspeicher, bevor er Teil der Klosteranlage des Karmelitenklosters zum Allerheiligsten Sakrament wurde, was sich noch heute an der Anstaltskirche erahnen lässt: Die Severinskapelle wurde 1276 von Ludwig dem Strengen gestiftet und ist damit eines der ältesten Sakralgebäude in Augsburg. 1578 von Markus Walser umgebaut, wurde sie ab 1636 Teil der Klosteranlage der Karmeliten und befand sich dadurch später auf dem Gelände der Justizvollzugsanstalt, wo sie zunächst als Bade- und Waschhaus sowie als Küche zweckentfremdet wurde. Erst in den Jahren 1969 und 1970 wurde sie restauriert und ihrer ursprünglichen Bestimmung zurückgegeben. Nach der Säkularisation durch die Stadt Augsburg 1802 und der Verwendung als Lazarett erwarb das Königreich Bayern 1814 für den Justizvollzug und baute ihn bis 1817 zur Eisenfronfeste aus. Erst 1968 wurde der Gebäudekomplex um einen Neubau erweitert, in dem sich bis zu seiner Schließung die Zugangs-, Transport- und Einkaufsabteilung befinden.

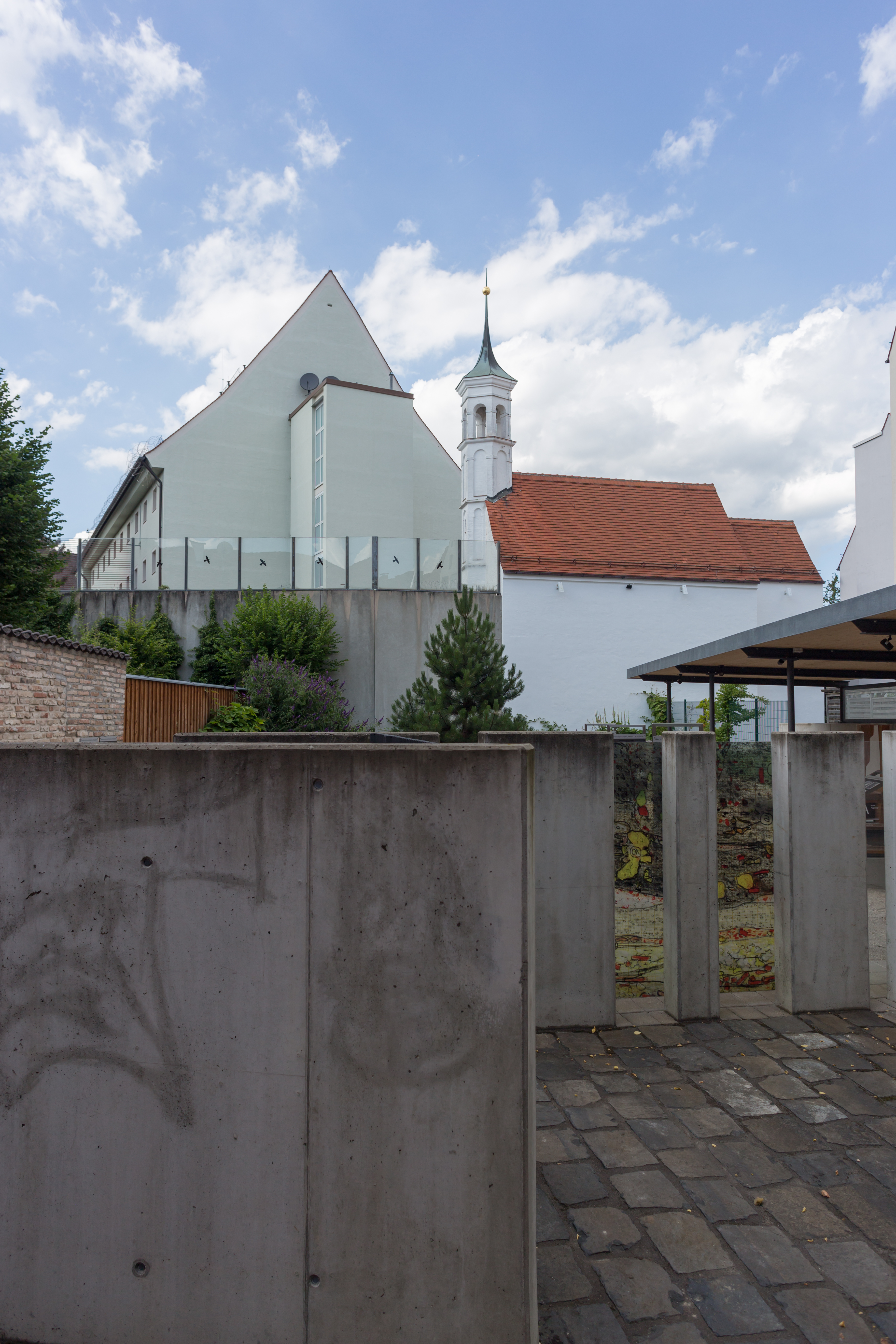
Blick hinweg über die Mauern des Archäologischen Gartens auf Teilanstalt I und die Kapelle St. Severin

Die Teilanstalt II und die Jugendarrestanstalt befanden sich auf dem Gelände der ehemaligen Prinz-Karl-Kaserne im Augsburger Hochfeld und wurden dort nach Ende des Zweiten Weltkrieges 1945 eingerichtet. Während für die Anstalt II ein Gebäude umgebaut wurde, war das für die Jugendanstalt nicht nötig. Sie befand sich in der ehemaligen Arrestanstalt der Kaserne.

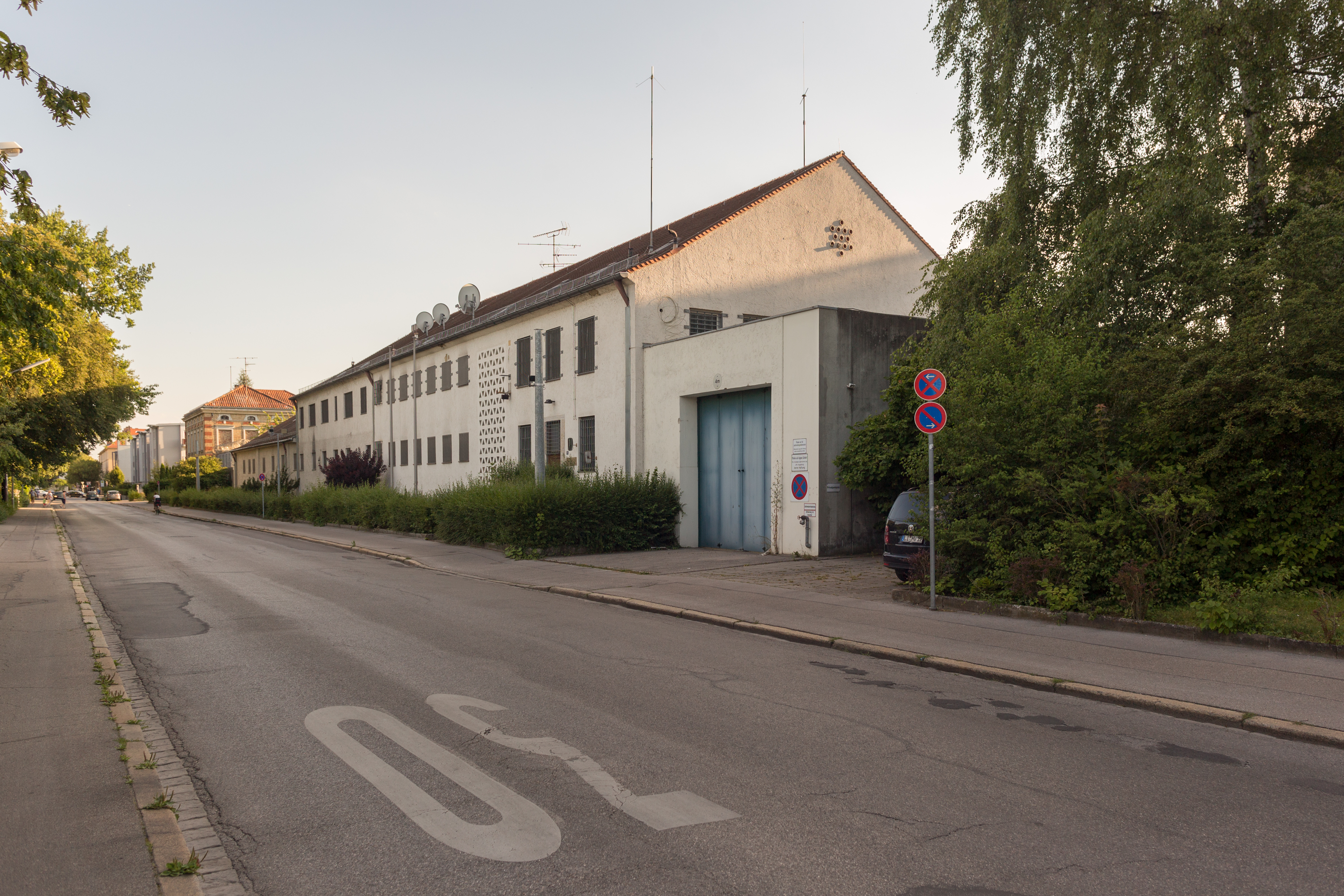
Anstalt II in der Hochfeldstraße

## Lage, Aufbau und Zuständigkeit
Die JVA Augsburg war auf zwei Standorte aufgeteilt. Die Anstalt I befand sich in der Karmelitengasse 12 im Stadtbezirk Bleich und Pfärrle.
- geographische Koordinate: 48° 22′ 29,2″ N, 10° 53′ 55,2″ O

Die Anstalt II war mit der Jugendstrafanstalt in der Hochfeldstraße 28 1/3 im Stadtbezirk Hochfeld angesiedelt.
- geographische Koordinate: 48° 21′ 16,9″ N, 10° 53′ 53,9″ O

In den drei Anstalten arbeiteten 103 Beamte und 10 Angestellte. Dabei handelte es sich vor allem um Vollzugs-, Verwaltungs- und Fachdienste (zum Beispiel Ärzte und Psychologen).
Die Justizvollzugsanstalt war zuständig für den Vollzug der Untersuchungshaft an Männern und männlichen Jugendlichen aus den Amtsgerichtsbezirken Augsburg, Aichach, Dillingen an der Donau und Nördlingen. Außerdem fielen in ihren Zuständigkeitsbereich heranwachsende und jugendlichen Männer aus dem Amtsgerichtsbezirk Landsberg am Lech.
Ferner diente die JVA für Freiheitsstrafen bis zu sechs Monaten für alle Gefangenen aus dem Bezirk Augsburg, für den Erstvollzug von Strafhaft und für den Vollzug von Jugendarrest.
Die Jugendarrestanstalt war zuständig für den Vollzug von Kurz-, Dauer- und Freizeitarrest an männlichen und weiblichen Jugendlichen.

## Belegungsfähigkeit
Die JVA Augsburg hatte eine Gesamtbelegungsfähigkeit von 280 Haftplätzen. Davon entfielen auf die Anstalten I und II 253 Plätze (110 in Einzel- und 143 in Gesamtunterbringung), die Jugendarrestanstalt 27 Plätze (17 in Einzel- und 10 in Gesamtunterbringung).

## Prominente Häftlinge
- Mathias Kneißl (1875–1902), der „Räuber Kneißl“
- Ludwig-Holger Pfahls (* 1942) im Zusammenhang mit der CDU-Spendenaffäre
- Maximilian Josef Strauß (* 1959) im Zusammenhang mit der Maxwell-Affäre
- Karlheinz Schreiber (* 1934) im Zusammenhang mit der CDU-Spendenaffäre wegen des Verdachts der Steuerhinterziehung und Beihilfe zum Betrug
- Marcus von Anhalt (* 1966) wegen des Verdachts der Steuerhinterziehung